# Tanneguy IV. du Chastel

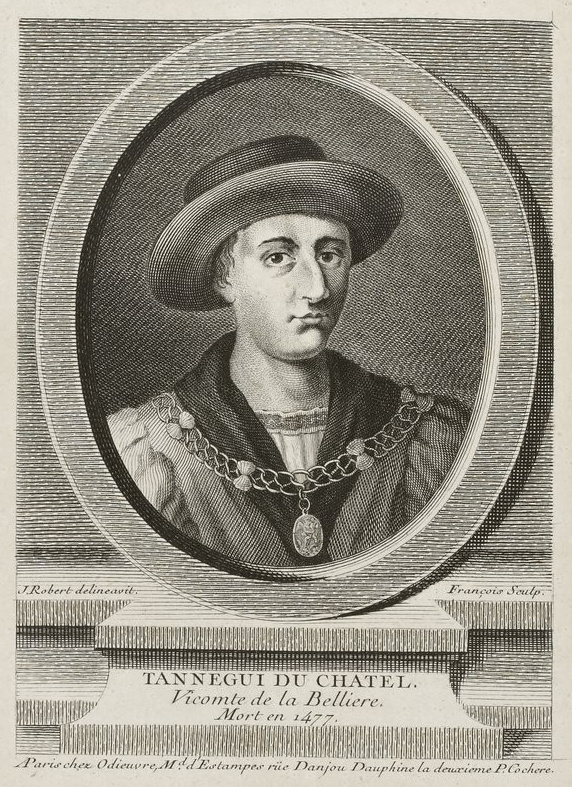
Tannegui du Chatel, Vicomte de Belliere, Jean-Charles François, 1755/65

Tanneguy IV. du Chastel, auch Tannegui, Tanguy und Tannery geschrieben (* in der Bretagne; † 29. Mai 1477 bei Bouchain), war ein französischer Adliger des 15. Jahrhunderts. Er war Vicomte de la Bellière, Gouverneur von Lyon, Roussillon und Cerdagne, Seneschall der Provence. Nach einer Rückkehr in die Bretagne wurde er Grand-Maître d’Hôtel der Herzogs Franz II., dann Kammerherr des Königs Karl VII.

## Leben
Tanneguy IV. war ein Angehöriger der bretonischen Adelsfamilie du Chastel, deren Burg Trémazan in Landunvez im Pays de Léon im äußersten Nordwesten der Bretagne stand. Er war ein jüngerer Sohn von Olivier du Chastel und Jeanne de Ploëuc, Neffe von Tanneguy III. du Chastel, der ihn am Hof Karls VII. einführte.
Am 20. Mai 1454 wurde er Premier Écuyer du Roi und Grand-Maître de l’Écurie, dann Großstallmeister von Frankreich bis zum Tod des Königs am 22. Juli 1461. Ebenfalls 1454 wurde er Stellvertreter (Lieutenant) von Charles IV. d’Anjou, Comte du Maine, als Gouverneur des Languedoc. 1458 wurde er zum Viguier und Châtelain von Beaucaire und Aigues-Mortes ernannt.
Während des Kongresses, den Pius II. nach Mantua einberufen hatte, um sich auf den Kreuzzug vorzubereiten, wurde er 1459 mit Jean II. de Chambes, Baron de Montsoreau, nach Venedig gesandt. Als der König starb, war er einer von denen, die seine Beerdigung organisierten. Er wurde 1461 von Ludwig XI. entlassen, der sich zu Beginn seiner Regierung nur mit einem Kreis enger Freunde umgab.
Tanneguy kehrte in die Bretagne zurück, wo er durch seine Heirat mit Jeanne Raguenel de Malestroit nach dem Tod seines Schwiegervaters im Jahr 1471 Vicomte de La Bellière wurde, benannt nach einer auf der Pfarrgemeinde Pleudihen befindlichen Apanage. Er war nun ein Vertrauter des Herzogs Franz II. von Bretagne, der ihn zum Grand-Maître de l’Hôtel und Kapitän von Nantes machte.
Als Grand-Sénéchal de Provence wiederum war er ein Vertrauter von René d’Anjou, Graf von Provence, den er in schwierigen Zeiten auch finanziell unterstützte, und der ihn zum Chevalier de l’Ordre du Croissant des Hauses Anjou machte.
1462 wurde er Gouverneur von Lyon, entwickelte hier aber keinerlei Aktivitäten. 1465 gehörte er zur Gesandtschaft, die die Heirat von Eduard IV. von England begleiten sollte.
Als im Frühjahr 1465 die Guerre du Bien public ausbrach, weigerte Tanneguy du Chastel sich, gegen seinen König anzutreten. Stattdessen trat er in dessen Dienst und wurde dessen wichtigster Berater und herausragender Feldherr, der mit Erfolg an zahlreichen Fronten kämpfte. Ludwig XI. befreite ihn 1468 vom Gouvernement Lyons und übertrug ihm die Aufgabe eines Gouverneur von Roussillon und Cerdagne (1468–1471),, was besser zu seinen Fähigkeiten als Militär passte. Er gab ihm die Herrschaften Châtillon-sur-Indre, Noncourt, Pacy und Ézy. Am 1. August 1469 wurde Tanneguy du Chastel durch Patentbriefe einer der ersten Ritter im Ordre de Saint-Michel. 1472, als der Krieg durch die Koalition der Herzöge von Bretagne und Burgund wieder entfacht wurde, kam Tannegauy du Chastel aus Roussillon, um sie zurückzudrängen und ihre Truppen zu besiegen. Am 20. Februar 1473 huldigte er dem König für Burg, Stadt und Châtellenie Châtillon-sur-Indre, mit denen dieser eine Schuld von 36.000 Livre beglich.

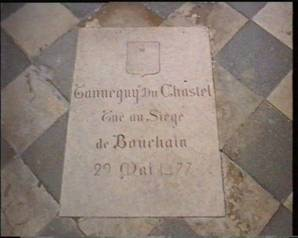
Grabplatte Tanneguy IV. du Chastels in Cléry

Tanneguy de Chastel wurde bei der Belagerung von Bouchain in der Picardie während des Kriegs gegen das Herzogtum Burgund nach dem Tod von Karl dem Kühnen durch einen Kanonenschuss verwundet. Am 29. Mai 1477 verfasste er sein Testament, kurz darauf starb er. Ludwig XI. ließ in der Kirche Notre-Dame de Cléry bestatten, in der er selbst 1483 auch beerdigt werden sollte.

## Ehe und Familie
Tanneguy du Chastel heiratete 1462 Jeanne Raguenel de Malestroit, Tochter von Jean IV. Raguenel, Baron de Malestroit, Vicomte de La Bellière, Marschall der Bretagne, und Gillette de Châteaugiron, Dame de Combourg. Ihre Kinder sind:
- Gillette, † ledig
- Jeanne, Dame de La Bellière et de Combourg; ⚭ Louis, Seigneur de Montejean et de Sillé-le-Guillaume († vor 1508), Sohn von Jean, Seigneur de Montejean etc., und Marie de Maillé – sie sind die Eltern des Marschalls René de Montejean